# Golden Trail Championship 2020
Navigation
2019 2021
Le Golden Trail Championship 2020 est une compétition de trail par étapes qui se déroule du 28 octobre au 1er novembre 2020 aux Açores. Il a été créé en remplacement de la saison 2020 des Golden Trail World Series annulée en raison de la pandémie de Covid-19.

## Faits marquants
À la suite des annulations des courses Zegama-Aizkorri et du marathon du Mont-Blanc, ainsi que l'incertitude liée à la pandémie de Covid-19, la saison 2020 des Golden Trail World Series est annulée. Afin d'offrir aux athlètes une chance de participer à une course en 2020, les organisateurs mettent en place le Golden Trail Championship le 28 mai qui se déroule sous la forme d'un trail par étapes aux Açores et organisé conjointement aves l'Azores Trail Run,.

## Règlement
Le Golden Trail Championship se présente sour la forme d'un trail comprenant quatre étapes successives. Les inscriptions sont libres mais les organisateurs offrent 74 Golden Tickets incluant l'inscription et tous les frais payés aux athlètes s'étant illustrés en Golden Trail World Series 2019 ou lors d'une Golden Race en 2020.
En plus du classement général, trois classements annexes sont ajoutés, offrant la possibilité aux athlètes de se distinguer sur des portions spécifiques des parcours, à savoir les montées, les descentes et les sprints, de manière similaire aux tours cyclistes. Un prologue la veille de la première étape permet aux athlètes y participant de se placer dans la première vague de départ lors de la première étape,.
| Classement | 1er   | 2e au 5e | 6e au 10e | Champion montée | Champion descente | Champion sprint | Vainqueur d'étape | Vainqueur d'étape montée | Vainqueur d'étape descente | Vainqueur d'étape sprint |
| ---------- | ----- | -------- | --------- | --------------- | ----------------- | --------------- | ----------------- | ------------------------ | -------------------------- | ------------------------ |
| Prix       | 6 500 | 5 000    | 2 500     | 1 000           | 1 000             | 1 000           | 500               | 500                      | 500                        | 500                      |

## Programme
| Étape    | Distance | Dénivelé        | Date         |
| -------- | -------- | --------------- | ------------ |
| Prologue | 3,5 km   | +116 m / -109 m | 28 octobre   |
| 1re      | 25 km    | +/-1 101 m      | 29 octobre   |
| 2e       | 24,5 km  | +/-1 159 m      | 30 octobre   |
| 3e       | 30,9 km  | +/-1 453 m      | 31 octobre   |
| 4e       | 29,8 km  | +/-1 345 m      | 1er novembre |

## Résultats

### Hommes
Deuxième de Sierre-Zinal sur un mois et récent vainqueur de la Skyrace des Matheysins, l'orienteur Frédéric Tranchand confirme son talent en trail en s'imposant lors de la première étape dans des conditions très boueuses. Il devance Bartłomiej Przedwojewski et Elhousine Elazzaoui. Dans la seconde étape tout autant boueuse, le Polonais Bart Przedwojewski fait la différence dans la descente pour prendre les commandes de la course et s'imposer. Il s'empare du maillot jaune avec trois minutes d'avance sur Frédéric Tranchand. Prévue sur l'île de Pico, la troisième étape est finalement courue à nouveau à Faial. Le Polonais confirme son statut de favori en s'imposant. L'Américain Jim Walmsley poursuit sa bonne remontée en terminant à nouveau deuxième et en prenant la deuxième place du classement général à neuf minutes derrière Bart. Jim Walmsley poursuit sa remontée et s'impose lors de la dernière étape. Deuxième, le Polonais Bart Przedwojewski remporte le classement général grâce à sa confortable avance de sept minutes sur l'Américain. Frédéric Tranchand, qui n'a pas trop perdu de temps sur les trois dernières étapes, complète le podium.
| Étape    | Vainqueur d'étape                        | Vainqueur descente          | Vainqueur montée         | Vainqueur sprint         | Maillot jaune            |
| -------- | ---------------------------------------- | --------------------------- | ------------------------ | ------------------------ | ------------------------ |
| Prologue | Joey Hadorn 13 min 56 s                  | Anders Kjærevik 0 min 34 s  | Arnaud Bonin 1 min 36 s  | Théo Détienne 0 min 39 s |                          |
| 1re      | Frédéric Tranchand 1 h 53 min 13 s       | Anders Kjærevik 6 min 35 s  | Rémi Bonnet 13 min 11 s  | Andreu Blanes 8 min 56 s | Frédéric Tranchand       |
| 2e       | Bartłomiej Przedwojewski 1 h 56 min 3 s  | Anders Kjærevik 3 min 38 s  | Jim Walmsley 24 min 58 s | Andreu Blanes 3 min 36 s | Bartłomiej Przedwojewski |
| 3e       | Bartłomiej Przedwojewski 2 h 34 min 49 s | Antonio Martínez 7 min 57 s | Rémi Bonnet 41 min 0 s   | Théo Détienne 9 min 10 s | Bartłomiej Przedwojewski |
| 4e       | Jim Walmsley 2 h 43 min 43 s             | Anders Kjærevik 3 min 8 s   | Rémi Bonnet 8 min 18 s   | Andreu Blanes 4 min 40 s | Bartłomiej Przedwojewski |

### Femmes
La Suédoise Tove Alexandersson use de ses qualités d'orienteuse pour s'imposer aisément dans la première étape boueuse, terminant avec sept minutes d'avance sur Maude Mathys. La Suissesse effectue une excellente course dans la seconde étape pour s'imposer avec deux minutes d'avance sur la Suédoise et combler son retard au classement général. La Française Blandine L'Hirondel complète le podium du jour. Maude Mathys effectue ensuite une solide troisième étape et profite de la montée pour s'envoler en tête. La Suédoise Tove Alexandersson perd du terrain et permet à la Suissesse de prendre le maillot jaune avec une confortable avance. Deuxième de la troisième étape, l'Américaine Rachel Drake profite du relâchement de Maude pour remporter la dernière étape. La Suissesse s'impose au classement général avec neuf minutes d'avance sur cette dernière. Très solide durant toutes les épreuves, Blandine L'Hirondel complète le podium.
| Étape    | Vainqueur d'étape                 | Vainqueur descente            | Vainqueur montée         | Vainqueur sprint           | Maillot jaune      |
| -------- | --------------------------------- | ----------------------------- | ------------------------ | -------------------------- | ------------------ |
| Prologue | Maude Mathys 17 min 5 s           | Ana Čufer 0 min 38 s          | Iris Pessey 1 min 55 s   | Kimber Mattox 0 min 55 s   |                    |
| 1re      | Tove Alexandersson 2 h 10 min 0 s | Tove Alexandersson 7 min 52 s | Maude Mathys 15 min 40 s | Maude Mathys 11 min 10 s   | Tove Alexandersson |
| 2e       | Maude Mathys 2 h 13 min 15 s      | Ana Čufer 4 min 4 s           | Maude Mathys 29 min 14 s | Gisela Carrión 4 min 38 s  | Tove Alexandersson |
| 3e       | Maude Mathys 3 h 0 min 17 s       | Ana Čufer 9 min 37 s          | Maude Mathys 50 min 32 s | Gisela Carrión 11 min 41 s | Maude Mathys       |
| 4e       | Rachel Drake 3 h 15 min 44 s      | Ana Čufer 3 min 28 s          | Iris Pessey 10 min 4 s   | Gisela Carrión 5 min 53 s  | Maude Mathys       |

## Classements

### Classement général
| Rang               | Athlète                  | Temps           |
| ------------------ | ------------------------ | --------------- |
| Médaille d'or      | Bartłomiej Przedwojewski | 9 h 10 min 10 s |
| Médaille d'argent  | Jim Walmsley             | 9 h 17 min 18 s |
| Médaille de bronze | Frédéric Tranchand       | 9 h 26 min 32 s |
| 4                  | Elhousine Elazzaoui      | 9 h 28 min 46 s |
| 5                  | Stian Angermund          | 9 h 29 min 5 s  |
| 6                  | Oriol Cardona            | 9 h 33 min 59 s |
| 7                  | Francesco Puppi          | 9 h 44 min 7 s  |
| 8                  | Rémi Bonnet              | 9 h 44 min 46 s |
| 9                  | Nicolas Martin           | 9 h 47 min 37 s |
| 10                 | Thibaut Baronian         | 9 h 52 min 30 s |

| Rang               | Athlète             | Temps            |
| ------------------ | ------------------- | ---------------- |
| Médaille d'or      | Maude Mathys        | 10 h 47 min 41 s |
| Médaille d'argent  | Rachel Drake        | 10 h 56 min 53 s |
| Médaille de bronze | Blandine L'Hirondel | 11 h 2 min 42 s  |
| 4                  | Tove Alexandersson  | 11 h 6 min 43 s  |
| 5                  | Johanna Åström      | 11 h 26 min 4 s  |
| 6                  | Camille Bruyas      | 11 h 38 min 7 s  |
| 7                  | Marcela Vašínová    | 11 h 43 min 46 s |
| 8                  | Fanny Borgström     | 11 h 44 min 18 s |
| 9                  | Ruth Croft          | 11 h 44 min 24 s |
| 10                 | Audrey Tanguy       | 11 h 45 min 57 s |

### Classement descente
| Rang               | Athlète                  | Temps       |
| ------------------ | ------------------------ | ----------- |
| Médaille d'or      | Anders Kjærevik          | 21 min 56 s |
| Médaille d'argent  | Johnny Luna-Lima         | 24 min 6 s  |
| Médaille de bronze | Bartłomiej Przedwojewski | 24 min 11 s |

| Rang               | Athlète             | Temps       |
| ------------------ | ------------------- | ----------- |
| Médaille d'or      | Ana Čufer           | 25 min 35 s |
| Médaille d'argent  | Tove Alexandersson  | 26 min 37 s |
| Médaille de bronze | Blandine L'Hirondel | 29 min 8 s  |

### Classement montée
| Rang               | Athlète                  | Temps           |
| ------------------ | ------------------------ | --------------- |
| Médaille d'or      | Rémi Bonnet              | 1 h 27 min 39 s |
| Médaille d'argent  | Jim Walmsley             | 1 h 29 min 32 s |
| Médaille de bronze | Bartłomiej Przedwojewski | 1 h 30 min 59 s |

| Rang               | Athlète      | Temps           |
| ------------------ | ------------ | --------------- |
| Médaille d'or      | Maude Mathys | 1 h 46 min 7 s  |
| Médaille d'argent  | Iris Pessey  | 1 h 48 min 50 s |
| Médaille de bronze | Rachel Drake | 1 h 51 min 12 s |

### Classement sprint
| Rang               | Athlète                  | Temps       |
| ------------------ | ------------------------ | ----------- |
| Médaille d'or      | Théo Détienne            | 26 min 32 s |
| Médaille d'argent  | Andreu Blanes            | 26 min 38 s |
| Médaille de bronze | Bartłomiej Przedwojewski | 30 min 24 s |

| Rang               | Athlète             | Temps       |
| ------------------ | ------------------- | ----------- |
| Médaille d'or      | Gisela Carrión      | 34 min 13 s |
| Médaille d'argent  | Maude Mathys        | 35 min 17 s |
| Médaille de bronze | Blandine L'Hirondel | 35 min 24 s |